# Antonina Piątkowska
Antonina Piątkowska (primo voto Wierzbicka, ur. 24 grudnia 1900 w Warszawie, zm. 2 lutego 1985 tamże) – uczestniczka wojny polsko-bolszewickiej, żołnierz Tajnej Organizacji Wojskowej, Armii Krajowej, więzień niemieckich obozów koncentracyjnych, dama Krzyża Srebrnego Virtuti Militari, działaczka społeczna. 

## Życiorys
Córka Cypriana Bladosza i Heleny z domu Ziółkowskiej. Mieszkała w Kijowie, gdzie ukończyła szkołę powszechną Polskiej Macierzy Szkolnej i Szkołę Felczerską Polskiego Towarzystwa Lekarskiego. Od 1916 r. działała w Polskiej Organizacji Wojskowej jako kurierka, pracowała w szpitalu wojskowym, brała również udział w organizowaniu pomocy dla żołnierzy polskich, który zbiegli z niewoli. 
Jesienią 1918 r. przybyła do Warszawy i rozpoczęła prac w zapasowym szpitalu wojskowym nr 1, potem została na krótko skierowana do Lwowa. W czasie wojny polsko-bolszewickiej pracowała w szpitalu polowym nr 107, następnie nr 103 przy 3 pułku piechoty Legionów, z którym przeszła szlak bojowy od Mińska Litewskiego do Borysowa. Po zakończeniu walk zamieszkała w Warszawie
Po wybuchy II wojny światowej rozpoczęła pracę w szpitalu polowym w Krakowie. 3 września wraz z mężem została ewakuowana do Lwowa i została przydzielona do szpitala wojennego nr 202. Po zakończeniu działań wojennych powróciła do Krakowa, gdzie w grudniu nawiązała kontakt z Tajną Organizacją Wojskową. Pod pseudonimem „Tośka” służyła w grupie sabotażowo-dywersyjnej kierowanej przez Czesława Skrobeckiego. Pełniła funkcję łączniczki i magazyniera broni.
Po scaleniu TOW z Związkiem Walki Zbrojnej pełniła funkcję łączniczki, zajmowała się transportem i kolportażem podziemnej prasy, brała udział w akcjach pomocy dla wysiedleńców i Żydów. 10 marca 1941 r. została aresztowana wraz z mężem i synem. Trafiła do więzienia Montelupich, po ciężkim śledztwie została 27 kwietnia 1942 r. przewieziona do KL Auschwitz, gdzie otrzymała numer obozowy 6805. 1 sierpnia została przewieziona do obozu kobiecego w Brzezince, od lutego 1943 r. była poddawana eksperymentom medycznym. Latem 1943 r. włączyła się w działalność obozowej organizacji konspiracyjnej. Brała udział w udzielaniu pomocy potrzebującym więźniarkom, dzięki jej działalności zachował się spis 10 000 więźniarek zmarłych w obozie, dokumentacja eksperymentów medycznych oraz dokumentacja techniczna obozu (plany krematoriów i komór gazowych). Dokumentacja ta została później wykorzystana w procesach niemieckich zbrodniarzy wojennych.
W styczniu 1945 r. została ewakuowana, trafiła do obozów w Ravensbrück i Neustadt-Glewe. Po uwolnieniu przez wojska alianckie pod koniec maja powróciła do Polski. Jej stan zdrowia nie pozwolił jej na podjęcie pracy zawodowej, działała społecznie w Związku Bojowników o Wolność i Demokrację, gdzie pełniła funkcję przewodniczącej Komitetu Ochrony Miejsc Straceń okręgu krakowskiego. W 1959 powróciła do Warszawy, gdzie prowadziła kawiarnię „Wiklina”. Spisała wspomnienia z pobytu w więzieniu i w obozach, które zostały wydane w 1977 r. pt. „Wspomnienia oświęcimskie”.
Zmarła 2 lutego 1985 r. w Warszawie, została pochowana na Cmentarzu Wojskowym na Powązkach.

## Życie prywatne
W 1922 r. zawarła związek małżeński z Romanem Wierzbickim, w 1923 r. z tego związku urodził się syn Roman. Po śmierci męża w 1926 r. powtórnie wyszła za mąż za Bolesława Piątkowskiego. Drugi mąż i syn zginęli w KL Auschwitz.

## Odznaczenia i ordery
- Krzyż Srebrny Orderu Virtuti Militari,
- Krzyż Walecznych,
- Krzyż Armii Krajowej,
- Złoty Krzyż Zasługi